# Dichaetomyia russelli
Dichaetomyia russelli este o specie de muște din genul Dichaetomyia, familia Muscidae, descrisă de Adrian C. Pont în anul 1970. Conform Catalogue of Life specia Dichaetomyia russelli nu are subspecii cunoscute.